# Faauuga Muagututia
Faauuga Tia Muagututia (* 13. Mai 1958 in Pago Pago) ist ein US-amerikanischer Bobfahrer aus Amerikanisch-Samoa.
Er war Angehöriger der US Navy und dort seit 1979 Mitglied der Navy Seals. Der auf der Naval Amphibious Base Coronado nahe San Diego stationierte Muagututia begann 1992 erstmals mit dem Bobsport und besuchte im November des gleichen Jahres ein Pilotentraining in Calgary.
Muagututia erreichte mit 38 Punkten bei zwei internationalen Rennen in Calgary 1994 sowie der Teilnahme an insgesamt fünf internationalen Rennen auf drei unterschiedlichen Strecken in zwei Ländern die Qualifikation für die Olympischen Winterspiele 1994 in Lillehammer. Dort nahm er gemeinsam mit seinem Partner Brad Kiltz als erster Sportler aus Amerikanisch-Samoa an Olympischen Winterspielen teil. Die beiden erreichten im Zweierbob den 39. Platz.
Muagututias Frau Kathy Muagututia spielte professionell Volleyball. Sie haben gemeinsam drei Söhne. Einer dieser Söhne, Garrett Muagututia spielte ebenfalls Volleyball und gehörte der Nationalmannschaft der Vereinigten Staaten an.